# Ли Хуавэй
Ли Хуавэй (кит. упр. 李华伟, пиньинь Li Huawei, род. 14 ноября 1998 года) — китайская конькобежка. Чемпион мира и бронзовый призёр зимних юношеских Олимпийских игр 2016 года.

## Биография
Ли Хуавэй начала заниматься конькобежным спортом в возрасте 9 лет в Хэгане, с которым познакомила её тётя, которая была тренером-любителем по конькобежному спорту. Выступает за команду провинции Хэйлунцзян.
С 2013 года выступает в национальных чемпионатах, а в сезоне 2014/15 дебютировала на Кубке мира. В феврале 2015 года она заняла 20-е места на дистанциях 500 и 1000 м на чемпионате мира на отдельных дистанциях в Херенвене, а следом на чемпионате мира в спринтерском многоборье в Астане стала 14-й.
В январе 2016 года Хуавэй на 13-х национальных зимних играх в Урумчи выиграла"бронзу" на дистанции 500 м среди девушек-юниорок. В том же году выступала на зимних юношеских Олимпийских играх в Хамаре, где заняла 3-е место на дистанции 500 метров. В октябре на чемпионате Китая на отдельных дистанциях она заняла 2-е место в забеге на 1000 м. В 2017 году Ли Хуавэй участвовала в юниорском чемпионате мира в Хельсинки и выиграла золотую медаль в командном спринте. 
В феврале 2017 года на чемпионате мира в спринтерском многоборье в Калгари заняла 26-е место. В сезоне 2017/18 она заняла 4-е место в командном спринте на чемпионате мира  среди юниоров и 10-е место в забеге на 500 м. На чемпионате Китая на отдельных дистанциях выступила не совсем удачно, заняв 18-е и 20-е места на дистанциях 500 и 1000 м.
В марте 2019 года она заняла 2-е место в командном спринте и 16-е в многоборье на национальном чемпионате, а в 2020 году стала 17-й в спринтерском многоборье на чемпионате Китая.

## Награды
- 2014 год — названа Элитной спортсменкой национального класса Главным управлением спорта Китая.
- 2016 год — названа Элитной спортсменкой международного класса Главным управлением спорта Китая.